# Lampriformes
L'ordine Lampridiformes (o Lampriformes, considerato ora sinonimo) comprende 7 famiglie di pesci d'acqua salata.
I Lampriformi appartengono agli Actinopterygii e comprendono 18 specie di pesci pelagici e abissali.

## Famiglie
- Lampridae
- Lophotidae
- Radiicephalidae
- Regalecidae
- Stylephoridae
- Trachipteridae
- Veliferidae